# Diplocephaloides saganus
Diplocephaloides saganus är en spindelart som först beskrevs av Friedrich Wilhelm Bösenberg och Embrik Strand 1906.  Diplocephaloides saganus ingår i släktet Diplocephaloides och familjen täckvävarspindlar. Inga underarter finns listade i Catalogue of Life.